# Émile Davaine
Pour les articles homonymes, voir Davaine.
Émile Davaine, né le 27 mai 1862 à Saint-Amand (Nord) et mort le 6 avril 1937 dans la même ville, est un homme politique français.

## Biographie
Agriculteur, il est très impliqué dans les structures agricoles de son département, présidant la société des agriculteurs, le comice agricole de son canton. Il est conseiller d'arrondissement de Valenciennes de 1889 à 1891 et conseiller général du Nord de 1892 à 1937. Il est aussi maire de Saint-Amand de 1900 à 1919. Il est député du 2e circonscription de Valenciennes de 1910 à 1914, inscrit au groupe de la Gauche radicale, et sénateur du Nord de 1924 à 1933, inscrit au groupe de la Gauche démocratique,.

## Distinctions
- Officier de la Légion d'honneur par décret du 18 octobre 1921[6].

## Sources
- « Émile Davaine », dans le Dictionnaire des parlementaires français (1889-1940), sous la direction de Jean Jolly, PUF, 1960 [détail de l’édition]